# Тревненци
Това е списък на известни личности, свързани с град Трявна.

## Списък

### Родени в Трявна
- Ангел Кънчев (1850 – 1872), революционер[1]
- Антон Дончев (1943 – 2024), скулптор
- Белчо Белчев (1932 – 2008), финансист и политик, министър на финансите[2]
- Борис Богданов (1896 – 1985), профсъюзен деятел[3]
- Генко Петров (1770 – 1829), чорбаджия
- Георги Глушков (р. 1960), баскетболист, почетен гражданин на Трявна от 2012 г.[4]
- Дабко Дабков (1875 – 1945), варненски архитект
- Димитър Попски (?), книжовник
- Димо Казасов (1886 – 1980), журналист и политик, народен представител[5][6]
- Златина Дончева (1932 – 2024), актриса[7]
- Златина Недева (1878 – 1941), драматична артистка и режисьорка
- Иван Димитров (1850 – 1944), художник
- Иван Славейков (1853 – 1901), просветен деец[8]
- Иванка Горова (1856 – 1877), революционерка, сестра на Ангел Кънчев[9]
- поп Йовчо Попниколов (1786 – 1855), летописец
- Йордан Духовников (1904 – 1988), лесовъд
- Кина Кънчева (1854 – 1932), революционерка, сестра на Ангел Кънчев
- Кънчо Германията (1830 – 1876), търговец и революционер[10]
- Кънчо Петров Скорчев (1856 – 1913), революционер, Ботев четник
- Марта Попова (1891 – 1974), драматична артистка[11]
- Минчо Богданов (1896 – 1985), строител предприемач
- Невяна Тенева (1888 – 1938), драматична артистка, сестра на Златина Недева и Марта Попова
- Петър Богданов (1908 – 1942), партиен деец и революционер
- Пенчо Богданов (1931 – 2000), български учен, строителен инженер
- Пенчо Райков (1864 – 1940), химик-органик
- Петър Сапунов (ок. 1795-след 1872), възрожденец
- Пенчо Славейков (1866 – 1912), поет
- Рачо Славейков (1857 – 1931), публицист и преводач
- Симеон Симеонов (1823 – 1879), български иконописец
- Симеон Симеонов (1853 – 1881), български образописец
- Снежана Михайлова, (р. 1954), баскетболистка[12]
- Татяна Дончева, (р. 1960), юрист, политик, народен представител[13]
- Христо К. Даскалов (ок. 1827 – 1863), възрожденец, първооткривателят на Търновския надпис на цар Иван Асен II
- Христо Славейков (1862 – 1935), политик
- Цаньо Антонов, художник-дърворезбар, преподавател в Национална гимназия за приложни изкуства Трявна
- Цаню Захариев (1840 – 1902), зограф и революционер, съратник на Васил Левски[14]
- Янко Мустаков (1842 – 1881), композитор и диригент[15]

### Починали в Трявна
- Димитър Горов (1840-1881), революционер
- Иванка Горова (1855-1877), революционерка, сестра на Ангел Кънчев
- Капитан Дядо Никола (?-1856), революционер
- Цаньо Антонов (1908-1976), дърворезбар

### Други
- Петко Славейков (1827-1895), писател и политик, дългогодишен учител в града
- Капитaн Петко Войвода живее в Трявна 1892 – 1894 г.
- Григор Горчев, медик – хирург гинеколог, почетен гражданин на Трявна[16][17]